# Klövedal
Klövedal – miejscowość (tätort) w Szwecji, w regionie administracyjnym (län) Västra Götaland, w gminie Tjörn.
Według danych Szwedzkiego Urzędu Statystycznego liczba ludności wyniosła: 569 (31 grudnia 2015), 607 (31 grudnia 2018) i 599 (31 grudnia 2019).